# شيلين لونر
شيلين لونر (بالإنجليزية: Chlyne Lohner)‏ هو أحد جبال سلسلة جبال الألب البرنية وجزء من القمة الأم يقع في كانتون برن، سويسرا. يبلغ ارتفاع الجبل حوالي 2587 متر، بينما يبلغ ارتفاع نتوء الجبل 202 متر.